# Asteron reticulatum
Asteron reticulatum là một loài nhện trong họ Zodariidae.
Loài này thuộc chi Asteron. Asteron reticulatum được Rudy Jocqué miêu tả năm 1991.